# Kordiene

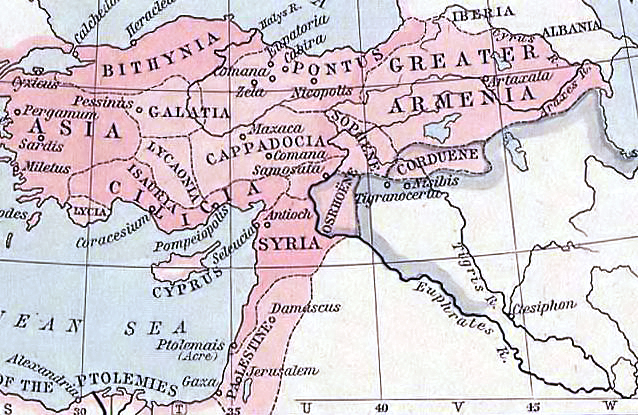
Kordiene år 60 före Kristus.

Kordiene (även Cordyene, Corduene och Gordyene) var ett antikt kungarike i norra Mesopotamien. Kordiener dyrkade guden Teshub, liksom luvierna. Kordiene var en del av romerska riket.